# Antoine Semenyo
Antoine Semenyo, né le 7 janvier 2000 à Chelsea, Londres en Angleterre, est un footballeur international ghanéen. Il joue au poste d'attaquant à l'AFC Bournemouth.

## Biographie

### En club
Né à Chelsea, dans le Grand Londres, Antoine Semenyo est formé par Bristol City. Il joue son premier match en professionnel avec ce club, le 6 mai 2018 contre Sheffield United, en championnat. Il entre en jeu à la place de Lloyd Kelly lors de ce match perdu par son équipe (2-3 score final).
Le 18 juillet 2018, Semenyo est prêté pour une saison à Newport County, club évoluant alors en League Two. Il joue son premier match pour Newport County le 4 août 2018 contre Mansfield Town, en championnat. Il entre en jeu et son équipe s'incline par trois buts à zéro ce jour-là,.
Le 25 juin 2019, Semenyo prolonge son contrat avec Bristol City, signant un nouveau bail de quatre ans plus une année supplémentaire en option.
Il est élu joueur du mois de janvier 2022 de Championship, après avoir notamment marqué trois buts et délivré trois passes décisives lors de ce mois.
Le 27 janvier 2023, Antoine Semenyo rejoint l'AFC Bournemouth. Il signe un contrat de quatre ans et demi, soit jusqu'en juin 2027, avec une année supplémentaire en option.
Semenyo marque son premier but pour Bournemouth le 30 avril 2023, lors d'une rencontre de championnat face à Leeds United. Il entre en jeu et participe à la victoire de son équipe par quatre buts à un.
En juillet 2024 il signe un nouveau contrat jusqu'en juin 2029 .

### En sélection
En mai 2022, Antoine Semenyo est appelé pour la première fois avec l'équipe nationale du Ghana par le sélectionneur Otto Addo. Il honore sa première sélection avec le Ghana le 1er juin 2022 contre Madagascar. Il entre en jeu à la place de Felix Afena-Gyan et son équipe l'emporte par trois buts à zéro.
Le 14 novembre 2022, Semenyo est sélectionné par Otto Addo pour participer à la Coupe du monde 2022. 
Le 31 décembre 2023, il est retenu dans la liste des vingt-sept joueurs ghanéens sélectionnés par Chris Hughton pour disputer la Coupe d'Afrique des nations 2023.